# Heinrich Sturm
Heinrich Sturm, né le 12 juin 1920 à Dieburg et mort le 22 décembre 1944 à Csór, est un pilote de chasse allemand.
Il est crédité de 158 victoires pendant la Seconde Guerre mondiale.
Il est titulaire de la croix de chevalier de la croix de fer.